# Apocalypse Cow
«Apocalypse Cow» (с англ. — «Корова Апокалипсиса») — семнадцатая серия девятнадцатого сезона мультсериала «Симпсоны».

## Сюжет
Барт и Лиза смотрят корейский мультсериал «Трансклоуноморфы», который пропитан рекламой (Главный трансклоуноморф говорит часто такую фразу: «Купите что-то или я умру»). Мардж не одобряет это, и просит детей смотреть нормальные передачи. Барт и Лиза переключают на другой канал, но там тоже реклама. Мардж заставляет Лизу сделать банановый кекс, а Барта отправляет вместе с отцом в Шелбивилль чинить кресла-мешки. По дороге Барт видит комбайн, которым управляет Мартин. Оказывается, Мартин является членом клуба «Форэйч», а занятие, которым он занимается — одно из обязанностей клуба. Барт хочет в этот клуб. Барт читает клятву, положив руку на книгу правил «Форэйч», вскоре он попадает в клуб. Барта тут же сажают за комбайн. У Барта всё получается.
Вскоре детям дают задание на лето: они выбирают телёнка. Из выбранного телёнка они должны вырастить большую, сильную и набожную корову. Награда для телёнка — синяя лента. Барту приходится выбрать самого слабого телёнка на ферме. Сначала Барт отказывается от него, предлагая другим обменять на другого. Но никто не захотел. Барт на ферме встречает девочку, раскладывающую куриц в курятник. Барт пытается кормить телёнка, но у него не получается. Девочка объясняет ему, как делать. Девочку зовут Мэри. Барт называет телёнка Лумбелль, но Мэри говорит Барту, что телёнок — мальчик. В итоге телёнка называют Лу. Барт делает телёнку табличку с именем. За 3 месяца Лу превращается в настоящего быка. Конкурс на лучшую корову проводится на Ярмарке спрингфилдского округа. Телёнок Барта побеждает в конкурсе. Неожиданно Лу собираются отдать в скотобойню.
Барт не может пережить потерю друга. Единственный законный способ — выкупить Лу. Но у семьи не хватает на это денег. Барт не может ночью уснуть. Ему слышатся мычания Лу. В это время к нему заходит Лиза, и Барт признаётся ей, что не хочет есть мясо, но не может отказаться. Вдруг Барт находит под своей кроватью магнитофон. Оказывается, он включён, и туда вставлен диск «Страдающие животные-3», который озвучила Тресс Макнилл. Лиза уверяет Барта, что ему нужен протеин, даже предлагает таблетки «Вкусняшки от доктора Хиппи». Барт умоляет Лизу спасти Лу, и Лиза соглашается. Барт и Лиза на велосипедах подъезжают к скотобойне «Абатторе и Костелло». Барт не может открыть решётчатые ворота. У Лизы есть тайные друзья — парень («Компост») и девушка («Солнечная батарея»), которые называют её «Песня ветра». Барт тоже хочет тайное имя, и получает имя «Брат Лизы». Потом, извинившись перед решётчатыми воротами, ломают их.
Барт и Лиза ищут Лу. Лу выходит к Барту и мычит. Барт замечает, что Лу стал больше и жирнее. Оказывается, в его корм подбрасывают гормоны роста. Барт и Лиза пытаются его вытащить верёвкой, но безуспешно. Барт тогда садится на погрузчик и с помощью его увозит Лу из скотобойни. По дороге Барт и Лиза думают, где оставить Лу. Они решают оставить Лу у Клетуса. Оказывается, что Мэри, с которой Барт познакомился в клубе, — дочь Клетуса.  (Она девица смышлёная. Она выросла в городе, на бензоколонке). Барт хочет отдать телёнка Мэри. Но оказывается, что, согласно деревенским традициям, парень, который подарил девушке корову, должен выйти за эту девушку, или корова отправится в скотобойню. Лу очень понравилось на ферме у Клетуса, хотя сам Барт не хочет жениться на Мэри. Барту придётся согласиться с Клетусом.
В это время Мардж и Гомер пытаются с помощью носков заставить Мэгги есть брокколи. Как только Мэгги захотела есть брокколи, на кухню вбегает Лиза и сообщает о свадьбе родителям. Оба шокированы, и Мардж решила сорвать свадьбу. В это время семья Клетуса готовится к свадьбе Барта и Мэри. Барт видит, как Лу хорошо у Клетуса, и соглашается взять в жёны Мэри. Вдруг выбегает Мардж и просит остановить свадьбу. Барт не хочет, чтобы Лу попал в скотобойню, но Мардж говорит, что это придётся сделать. У Барта опять начинается стресс из-за потери друга. Но оказывается, что увезённый Лу на самом деле не Лу, а переодетый в костюм Лу Гомер. Симпсоны тайно грузят Лу в машину и уезжают. Мардж на всякий случай выключила телефон, не подозревая, что Гомер влип в неприятности. Симпсоны едут в аэропорт, чтобы отправить Лу в Индию. Апу говорит, что в Индии с Лу будут обращаться, как с Богом. Барт прощается с Лу, и Лу улетает в Индию. Мардж включает свой мобильный, и вдруг обнаруживает, что Гомер прислал 400 сообщений с одним и тем же текстом «Помогите!» (ведь Гомер думал, что он приехал на Кошачьи Бои, а на самом деле на Скотобойню, так как Кошачьев Боев никогда не существует и никто не изобрел это). Гомер был на волоске от смерти (в прямом смысле), когда Мардж включила аварийную остановку. Ночью Барт смотрит на портрет Лу и решает, что там ему будет лучше, и засыпает.

## Культурные отсылки
- Название серии — отсылка к фильму Апокалипсис сегодня.
- Мультфильм, который Барт и Лиза смотрят по телевизору – пародия на мультфильм «Трансформеры».
- Сцена, в которой Лу боксирует висячую тушку – отсылка к фильму Рокки.

## Интересные факты
- Члены «Форейч» являются рекордсменами по потере пальцев среди детских клубов.
- «Форейч» находится на Чеддарбаррельской ферме (в переводе РЕН ТВ — Чедарская ферма).
- Клятва «Форэйч»: «Клянусь, что мой разум куда будет чист. Моё сердце всегда будет верным. Моя рука длинновата».
- Эта вторая серия, где Барт Симпсон едва не женился (первая — «Little Big Girl»).